# Прваци света
Прваци света је српска телевизијска серија снимана у режији Дарка Бајића, по сценарију који су написали Гордан Михић и Небојша Ромчевић по идеји Звонимира Шимунеца. Упоредо са серијом, снимљен је и филм Бићемо прваци света.

## Радња
На почетку упознајемо младу новинарку Невену (игра је Невена Ристић) која добија важан задатак да направи емисију о историји кошарке код нас која ће се приказати након завршеног првенства у Турској. Невена не зна много о спорту, али њен деда (кога глуми Раде Шербеџија), важни актер ове приче, упућује је на само једног човека - на „оца југословенске кошарке“ Небојшу Поповића (кога глуми Жарко Радић). Паралелно са Невениним личним догађајима, серија прати одвијање тог интервјуа кроз који се Небојша присећа самих почетака кошарке код нас, од оснивања „Црвене звезде“, формирања репрезентације до првих наступа и успеха. Кроз његове речи оживљавају и остала тројица најбитнијих људи код нас у кошарци Радомир Шапер, Александар Николић и Бора Станковић, чије је пријатељство било темељ каснијих великих успеха репрезентације.

## Улоге
| Глумац               | Улога                  |
| -------------------- | ---------------------- |
| Страхиња Блажић      | Небојша Поповић        |
| Милош Биковић        | Радомир Шапер          |
| Александар Радојичић | Борислав Станковић     |
| Марко Јанкетић       | Александар Николић     |
| Радован Вујовић      | Срђан Калембер         |
| Џон Севиџ            | Ренато Вилијам Џонс    |
| Небојша Дугалић      | Владимир Дедијер       |
| Сергеј Трифуновић    | Ранко Жеравица         |
| Стефан Капичић       | Драган Капичић         |
| Крешимир Петар Ћосић | Крешимир Ћосић         |
| Јуре Хенигман        | Иво Данеу              |
| Горан Богдан         | Никола Плећаш          |
| Јован Белобрковић    | Љубодраг Симоновић     |
| Пеђа Марјановић      | Драгутин Чермак        |
| Роберт Курбаша       | Петар Сканси           |
| Ива Бабић            | Маја Бедековић-Поповић |
| Нина Јанковић        | Љубица Оташевић        |
| Тамара Драгичевић    | Соња Младеновић        |
| Сашко Коцев          | Лазар Лечић            |
| Тони Михајловски     | Ванчо                  |
| Леон Лучев           | Дане Штукало           |
| Невена Ристић        | Невена Вујошевић       |
| Раде Шербеџија       | стари Дане Штукало     |
| Жарко Радић          | стари Небојша Поповић  |
| Катарина Час         | Новинарка              |
| Јорданчо Чевревски   | Данчо                  |